# Coursac
Coursac település Franciaországban, Dordogne megyében. Lakosainak száma 2326 fő (2022. január 1.). Coursac Marsac-sur-l’Isle, Chalagnac, Coulounieix-Chamiers, Manzac-sur-Vern, Montrem, Sanilhac, Saint-Paul-de-Serre, Razac-sur-l’Isle és Notre-Dame-de-Sanilhac községekkel határos.

## Népesség
A település népességének változása:
| Lakosok száma | 496  | 877  | 1175 | 1573 | 2033 | 2111 | 2149 | 2211 | 2242 | 2326 |
|               | 1968 | 1982 | 1990 | 2006 | 2013 | 2015 | 2017 | 2019 | 2020 | 2022 |